# Islandia en el Festival de la Canción de Eurovisión 1993
Islandia participó en el Festival de la Canción de Eurovisión 1993 en Millstreet, Irlanda, con la canción "Þá veistu svarið", interpretada por Inga, compuesta por Jon Kjell Seljeseth y escrita por Friðrik Sturlúson. La representante islandesa fue escogida por medio del Söngvakeppni Sjónvarpsins 1993, organizado por la RÚV. Islandia obtuvo el 13.º puesto el sábado 15 de mayo de 1993.

## Antes de Eurovisión

### Söngvakeppni Sjónvarpsins 1993
La final fue celebrada el 20 de febrero de 1993 en los estudios de la RÚV en Reykjavík, presentado por Steinn Ármann Magnússon. Compitieron 10 canciones, con el ganador siendo seleccionado por los votos de nueve jurados - ocho jurados regionales y un jurado profesional.
La canción ganadora fue "Þá veistu svarið" inerpretada por Ingibjörg Stefánsdóttir. La canción fue compuesta por Jon Kjell Seljeseth y Friðrik Sturluson.
| Final (20 de febrero de 1993) | Final (20 de febrero de 1993) | Final (20 de febrero de 1993) | Final (20 de febrero de 1993) | Final (20 de febrero de 1993) |
| #                             | Artista                       | Canción                       | Puntos                        | Puesto                        |
| ----------------------------- | ----------------------------- | ----------------------------- | ----------------------------- | ----------------------------- |
| 1                             | Ingunn Gylfadóttir            | Brenndar brýr                 | 62                            | 3                             |
| 2                             | Anna Mjöll Ólafsdóttir        | Eins og skot                  | 70                            | 2                             |
| 3                             | Haukur Hauksson               | Í roki og regni               | 43                            | 6                             |
| 4                             | Margrét Eir                   | Ó hve ljúft er að lifa        | 46                            | 5                             |
| 5                             | Eró-bikkjan                   | Hopp-abla-ha                  | 39                            | 7                             |
| 6                             | Katla María Hausmann          | Samba                         | 32                            | 9                             |
| 7                             | Ingibjörg Stefánsdóttir       | Þá veistu svarið              | 86                            | 1                             |
| 8                             | Ingunn Gylfadóttir            | Ég bý hér enn                 | 34                            | 8                             |
| 9                             | Guðlaug Dröfn Ólafsdóttir     | Bless bless                   | 48                            | 4                             |
| 10                            | Júlíus Guðmundsson            | Himinn, jörð og haf           | 20                            | 10                            |

## En Eurovisión
Ingibjörg, ahora como Inga, actuó 9.º en la noche del concurso, después de Malta y antes de Austria. Inga recibió 42 puntos por su interpretación de "Þá veistu svarið", colocándose 13.º de los 25 países competidores.

### Puntos otorgados a Islandia
| Final                 | Final                | Final    | Final                                     | Final               |
| 12 puntos             | 10 puntos            | 8 puntos | 7 puntos                                  | 6 puntos            |
| --------------------- | -------------------- | -------- | ----------------------------------------- | ------------------- |
|                       |                      |          | - Países Bajos - Suecia                   |                     |
| 5 puntos              | 4 puntos             | 3 puntos | 2 puntos                                  | 1 punto             |
| - Croacia - Eslovenia | - Dinamarca - Grecia |          | - Chipre - Israel - Noruega - Reino Unido | - Austria - Irlanda |

### Puntos otorgados por Islandia
| Final     | Final        |
| --------- | ------------ |
| 12 puntos | Reino Unido  |
| 10 puntos | Noruega      |
| 8 puntos  | Francia      |
| 7 puntos  | Suecia       |
| 6 puntos  | Países Bajos |
| 5 puntos  | Finlandia    |
| 4 puntos  | Suiza        |
| 3 puntos  | Irlanda      |
| 2 puntos  | Portugal     |
| 1 punto   | Turquía      |